# Panopea abrupta
Panopea abrupta är en musselart som först beskrevs av Conrad 1849.  Panopea abrupta ingår i släktet Panopea och familjen Hiatellidae. Inga underarter finns listade i Catalogue of Life.